# Ernst Fraenkel (Linguist)
Ernst Fraenkel (* 16. Oktober 1881 in Berlin; † 2. Oktober 1957 in Hamburg) war ein deutscher Sprachwissenschaftler, der sich besonders in der Indogermanistik und Baltistik große Verdienste erwarb.

## Leben
Ernst Fraenkel, Sohn des Internisten Albert Fraenkel, studierte seit 1899 an den Universitäten Bonn, Leipzig und Berlin bei Johannes Schmidt Klassische Philologie, Sanskrit und Indogermanistik. Er wurde während des Studiums Mitglied des Philologischen Vereins Bonn und des Akademisch-Philologischen Vereins Berlin im Naumburger Kartellverband. 1905 wurde er mit einer Dissertation über altgriechische denominative Verben promoviert. Von 1906 bis 1908 folgte ein Studienaufenthalt bei August Leskien, einem ausgewiesenen Kenner der baltischen Sprachen, in Leipzig. 1909 wurde er Privatdozent an der Universität Kiel, 1916 außerordentlicher und 1920 ordentlicher Professor. Nach dem Gesetz zur Wiederherstellung des Berufsbeamtentums galt Fraenkel als Jude, obwohl er protestantisch getauft war. Als so genannter Vorkriegsbeamter durfte Fraenkel dennoch weiterlehren. Diese Situation änderte sich seit 1936 wegen der Nürnberger Gesetze, aufgrund derer er im Alter von 54 Jahren in den Ruhestand versetzt wurde. Wissenschaftliches Publizieren in Deutschland wurde ihm damit ebenfalls untersagt. Fraenkel siedelte daraufhin nach Hamburg über. Von 1945 bis 1954 leitete er das Seminar für Vergleichende Sprachwissenschaft an der dortigen Universität. 1953 trat er im Alter von 72 Jahren in den Ruhestand.

## Werke
Zu den wichtigsten Werken Fraenkels zählen Syntax der litauischen Kasus (1928) und das Litauische Etymologische Wörterbuch, bis 1965 teils aus dem Nachlass herausgegeben von seinen Schülern Erich Hofmann (1895–1982) und Eberhard Tangl (1897–1979).